# Brusselse kaas
Brusselse kaas (Brussels: (h)ettekeis, letterlijk harde kaas) is een traditionele Belgische kaas, gemaakt van magere koemelk. De kaas is bekend om zijn penetrante geur ("stinkkaas") en sterke smaak.
De kaas wordt van oudsher gemaakt op zuivelboerderijen in Brabant in de ruime omgeving van Brussel dat er als marktplaats zijn naam aan heeft gegeven. Andere traditionele kazen uit dezelfde regio zijn mandjeskaas en schepkaas.

## Bereiding
Brusselse kaas wordt in twee fasen bereid van magere koemelk.
In de eerste fase wordt afgeroomde melk niet-gekoeld gestremd. Vervolgens wordt de massa gesneden en gedurende 14 à 20 uren te rusten gelegd. Daarna wordt de wrongel in zakken geschept. Gedurende enkele dagen zal de wei er uitlekken en de inhoud van de zak zal samendrukken tot kaas. Deze kaas wordt, wanneer hij droog genoeg is, gekneed, gezouten en gevormd tot 'pollen', bollen van een kilogram. Deze pollen worden op een zolder te drogen gelegd op houten planken. Na een periode van enkele weken is de kaas hard geworden (vandaar ettekeis). Er heeft zich een vettige, gelige korst gevormd door de inwerking van bacteriën uit de omgevingslucht.
In de tweede fase, die twee tot vier maanden kan duren, wordt de kaas geaffineerd. De affineur laat de kaas weer zacht worden door hem te wassen met zout water. Vervolgens laat hij hem rijpen in een vochtige, zwoele ruimte. De kazen worden geregeld gewassen en gekeerd. Op het einde van de rijpingsperiode wordt de gele korst van de kaas afgeborsteld. De kaas krijgt nog een bad in pekel en wordt enkele dagen in lauw water gelegd. De kaas heeft een doorschijnend gelig uiterlijk gekregen. Een pol, die nog 900 gram weegt, wordt in zes stukken verdeeld tot porties van 150 gram.

## Producenten
De Brusselse kaasjes van een producent uit Zuun werden in 2005 door de VLAM erkend als streekproduct. De kaasmakerij sloot echter eind 2007 en de erkenning werd ingetrokken.
De meeste in de handel verkrijgbare "Brusselse kaas" wordt momenteel massaal geproduceerd in Herve, onder verschillende merknamen (De Ster, KVZ, Printanier). Deze wordt door kenners niet als de "echte" Brusselse kaas erkend. Er blijven kleinere authentieke producenten over, die echter moeilijk te vinden zijn. Het is voor de overgebleven producenten moeilijk te voldoen aan de strenge hygiënenormen, waardoor het onder meer onmogelijk zou worden de kaas op houten planken te laten rijpen.

## Consumeren
De kaas wordt gesmaakt bij het ontbijt, gesmeerd op een stevige boterham. De smaak is zo uitgesproken dat hij enkel met sterke koffie of Oude Geuze als begeleidende dranken kan samengaan.
De kaas kan als ingrediënt worden gebruikt in onder andere sauzen, dressings en desserten.
Een mengsel van Brusselse kaas met plattekaas in gelijke delen, wordt pottekaas genoemd.